# هانس اشتووه
هانس اشتووه (انگلیسی: Hans Stüwe؛ ۱۴ مهٔ ۱۹۰۱ – ۱۳ مهٔ ۱۹۷۶) یک هنرپیشه اهل آلمان بود. 
از فیلم‌ها یا برنامه‌های تلویزیونی که وی در آن نقش داشته است، می‌توان به کاگلیوسترو، ترور و عذاب عشق اشاره کرد.